# 加德默瓦瑟河
46°42′28″N 8°13′29″E / 46.70791°N 8.22474°E

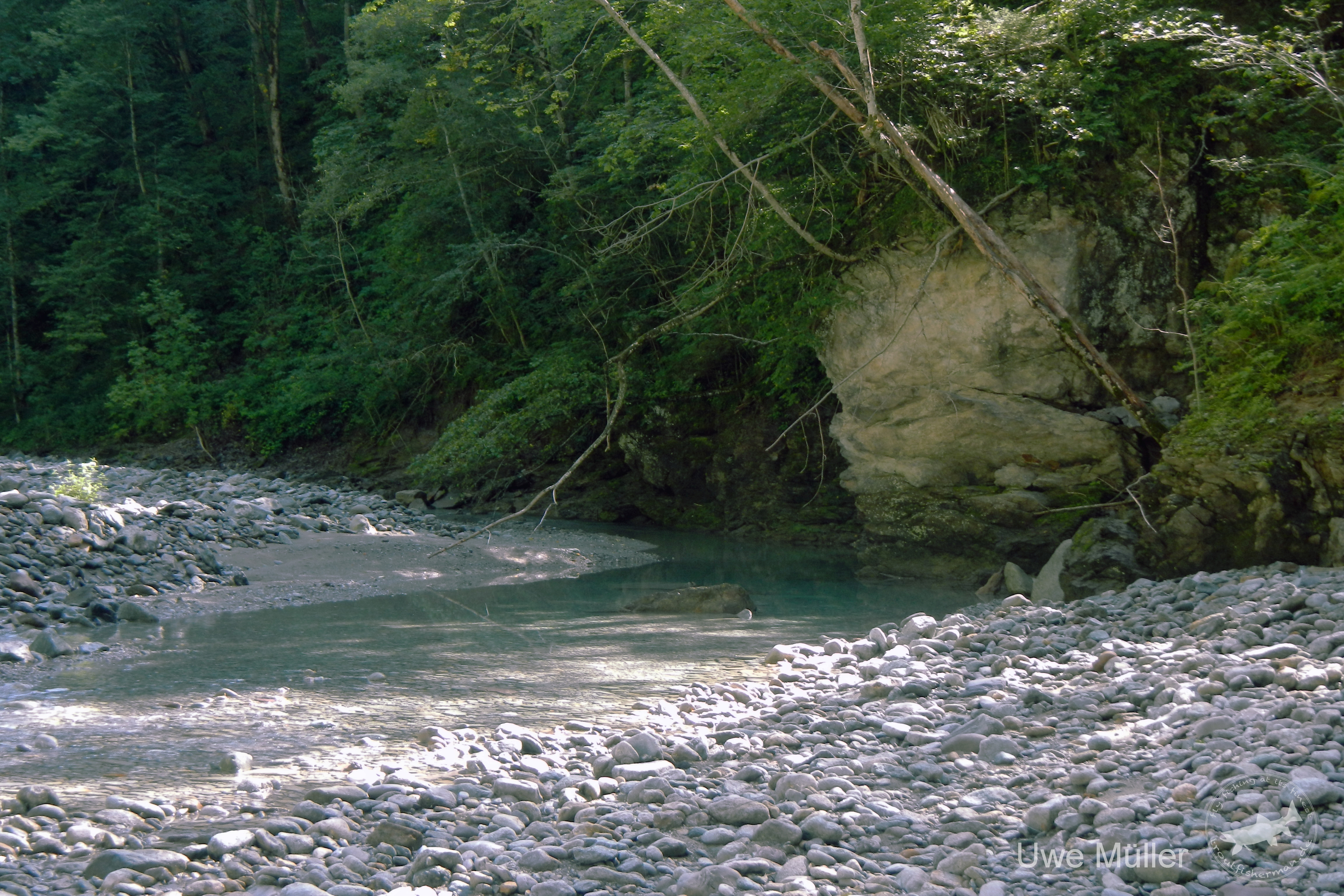

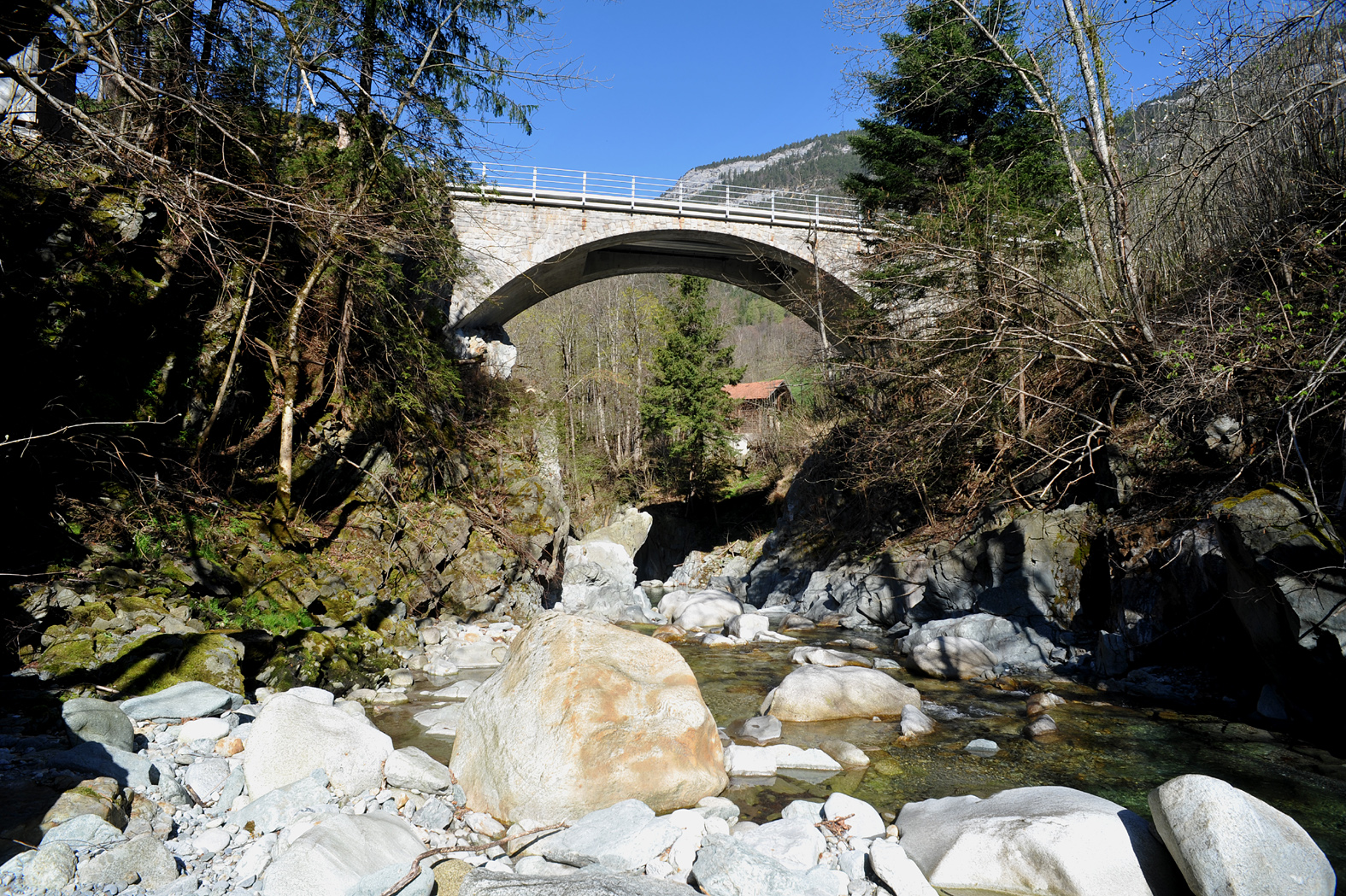

加德默瓦瑟河是瑞士的河流，位於該國中西部，流經伯恩州，屬於基勒爾河的右支流，河道全長17.6公里，流域面積168.9平方公里，發源自因內特基爾興附近。